# جنت جکسون
جنت دامیتا جو جکسون (به انگلیسی: Janet Damita Jo Jackson؛ زادهٔ ۱۶ مه ۱۹۶۶) خواننده، رقصنده، ترانه‌سرا، تهیه‌کننده موسیقی، بازیگر و نویسنده آمریکایی است. او کوچک‌ترین خواهر مایکل جکسون می‌باشد. وی به‌ دلیل سبکش در موسیقی و اجرا، فعالیت‌های اجتماعی و حمایت از جنبش‌های همجنس‌گرایی،به یک شخصیت برجسته در فرهنگ عامیانه آمریکا تبدیل شده‌ است.
وی با فروش بیش از ۱۰۰ میلیون نسخهٔ آلبوم و بیش از ۴۰ میلیون نسخهٔ تک‌آهنگ در جهان، یکی از پرفروش‌ترین هنرمندان تمام دوران است. همچنین او هفتمین هنرمند برتر تاریخ تأسیس مجلهٔ بیلبورد است. جنت ۱۰ تک‌آهنگ شماره یک و ۲۹ تک‌آهنگ در ۱۰ تای برتر بیلبورد هات ۱۰۰ ایالات متحده به ثبت رسانده‌ است. او همچنین تاکنون ۷ آلبوم شماره یک در بیلبورد ۲۰۰ ایالات متحده به ثبت رسانده‌ است که او را به سومین هنرمند زن تاریخ (بعد از باربارا استرایسند و مدونا) که بیشترین آلبوم‌ های شماره‌یک را داشته تبدیل می‌کند.

## تولد و خانواده
جنت جکسون در ۱۶ مه ۱۹۶۶ در گری، ایندیانا به دنیا آمد. او آخرین فرزند از بین ده فرزند کاترین جکسون و جوزف جکسون می‌باشد. زمانی که هنوز کودک بود، برادران وی گروه جکسون فایو را تشکیل دادند. در مارس ۱۹۶۹، جکسون فایو با کمپانی موسیقی موتاون قرارداد بست و خیلی زود موفق به کسب اولین آهنگ شماره یک خود شدند.
بعد از آن، خانواده جکسون‌ها به محلهٔ انسینو شهر لس آنجلس نقل مکان کردند. جنت در ابتدا به بازیگری، سوارکاری و قضاوت علاقه داشت. با وجود این، پیش‌بینی می‌شد که وی حرفه ای را در صنعت سرگرمی دنبال کند و این ایده را پس از ضبط آهنگی که خودش در استودیو انجام داد، دنبال کرد.
در سن هفت سالگی جنت در کازینو ام‌جی‌ام در شهر لاس وگاس اجرا کرد. او سپس در سال ۱۹۷۶ در برنامهٔ تلویزیونی ۱۲ قسمتی به نام جکسون‌ها شرکت کرد. جنت در سال ۱۹۷۷ تنها زمانی که ۱۱ سال سن داشت، برای بازی برنامه‌های تلویزیونی‌ای همانند: شکلی جدید از خانواده، زمان‌های خوب و لطمه‌های مختلف انتخاب شد. جنت بعدها در سال ۱۹۸۴ در فصل چهارم سریال شهرتنیز ایفای نقش کرد اما نسبت به این سریال بی‌تفاوت بود و عمدتاً دلیل آن استرس احساسی ازدواج پنهان او با جیمز دبرژ، خوانندهٔ سبک آراندبی بود.

## زندگی

### ۱۹۸۲: آغاز فعالیت هنری

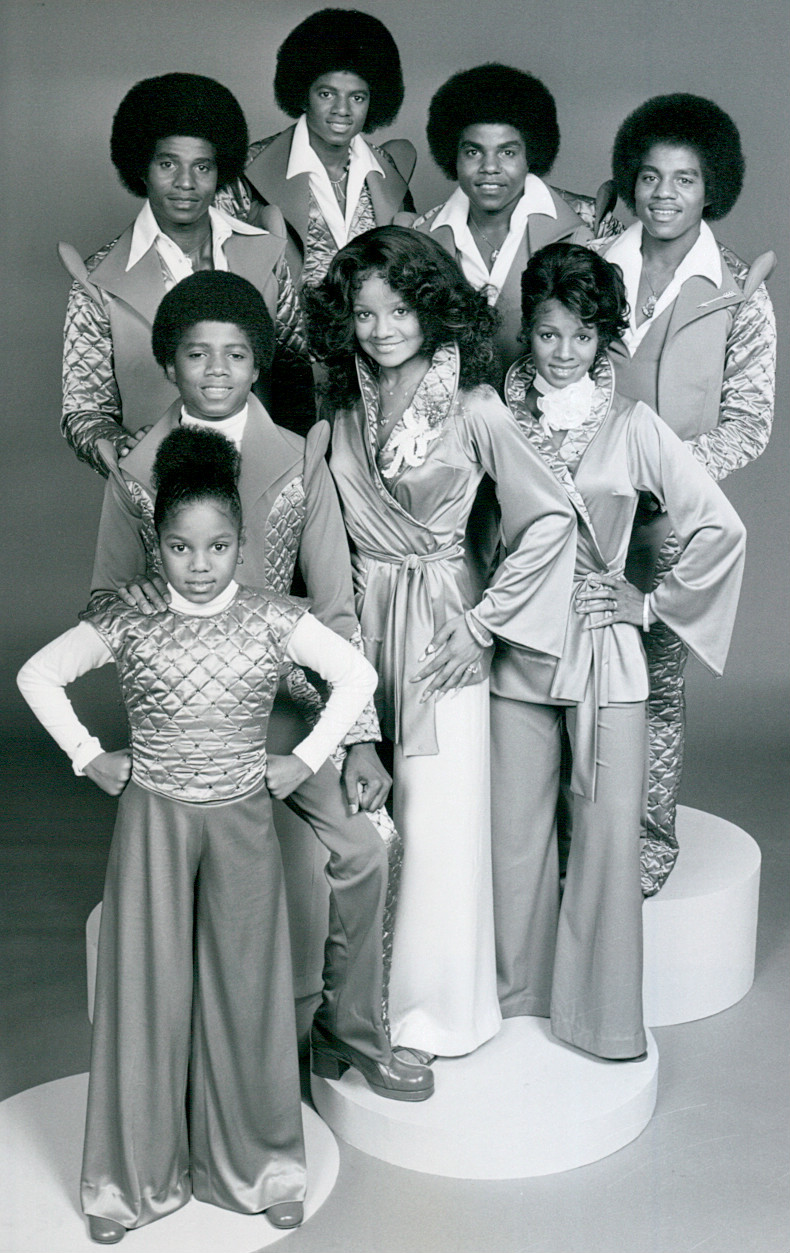
جنت جکسون (اولین نفر سمت چپ) در کنار خانواده‌اش در سال ۱۹۷۷.

زمانی که جنت شانزده ساله بود، پدرش، جوزف جکسون، ترتیب بستن یک قرارداد موسیقی را با کمپانی ای-اند-ام رکوردز داد. اولین آلبوم استودیویی او با نام جنت جکسون در سال ۱۹۸۲ تحت نظارت پدرش منتشر شد. این آلبوم توانست به رتبهٔ ۶۳ بیلبورد ۲۰۰ ایالات متحده آمریکا برسد در حالی که تبلیغات بسیار کمی درباره‌اش شده بود. این آلبوم در فهرست «برترین آلبوم‌های هنرمندان سیاه‌پوست سال ۱۹۸۳» قرار گرفت و همچنین خود جنت هم بالاترین رتبه بین خوانندگان زن را در فهرست پایانِ سال بیلبورد برای «برترین آلبوم‌های هنرمندان سیاه‌پوست» به‌دست‌آورد.
تک‌آهنگ منتشر شده از این آلبوم به نام «عشق جوان» تبدیل به اولین تک‌آهنگ جنت شد که به جدول ۱۰۰ آهنگ داغ بیلبورد وارد می‌شد و توانست به رتبهٔ ۶۴ برسد. این تک‌آهنگ توانست به رتبهٔ ۶ جدول آهنگ‌های داغ هیپ‌هاپ/آراندبی بیلبورد نیز برسد. دومین آلبوم استودیویی جنت به نام خیابان رؤیایی دو سال بعد یعنی در ۱۹۸۴ منتشر شد. این آلبوم توانست به رتبهٔ ۱۴۷ در بیلبورد ۲۰۰ در ایالات متحده برسد.

### ۱۹۸۶–۱۹۸۸: شروع موفقیت‌ها و آلبوم کنترل
پس از انتشار دومین آلبوم جنت، او تصمیم گرفت که به نظارت پدرش بر امور تجاری‌اش خاتمه بدهد. جنت در این باره گفته: «من فقط می‌خواستم تا از خانه و زیر دست پدرم بیرون بروم که این یکی از سخت‌ترین چیزهایی بود که باید انجام می‌دادم.»
جنت برای تهیهٔ سومین آلبوم استودیویی‌اش با تهیه‌کنندگان موسیقی، جیمی جم و تری لوییس همکاری کرد. تنها در عرض شش هفته کار تهیهٔ سومین آلبوم جنت به نام کنترل به پایان رسید. این آلبوم رتبهٔ اول جدول بیلبورد ۲۰۰ ایالات متحده رو کسب کرد و تاکنون بیش از ۱۲ میلیون نسخه در جهان و بیش از ۷ میلیون نسخه در آمریکا فروش داشته‌است و موفق به دریافت ۵ گواهی پلاتینوم از طرف انجمن صنعت ضبط موسیقی ایالات متحده آمریکا شده‌است. این آلبوم نامزد ۴ جایزه گرمی از جمله «بهترین آلبوم سال» شد.
آلبوم کنترل موفق به ثبت ۵ آهنگ در ۱۰تای برتر بیلبورد هات ۱۰۰ آمریکا شد؛ که آن را تبدیل به اولین آلبوم تاریخ کرد که بیشترین تعداد تک‌آهنگ در ۱۰ تای برتر بیلبورد در تاریخ توسط یک هنرمند زن را ثبت کرده‌است. این آلبوم رکوردشکنی‌های دیگری هم داشت از جمله، رکورد بیشترین هفتهٔ ماندگاری تک‌آهنگ‌های یک آلبوم در بیلبورد هات ۱۰۰ که قبلاً دست برادرش، مایکل جکسون بود و آن را با ۶۵ هفتهٔ متوالی در بیلبورد شکست. تک‌آهنگ «زمانی که به تو فکر می‌کنم» از این آلبوم موفق شد در بیلبورد هات ۱۰۰ شماره یک شود و به اولین آهنگ شماره‌یک جنت جکسون تبدیل بشود.
محتوای متن ترانه‌های این آلبوم شامل چندین موضوع توانمندسازی بود که از یک واقعهٔ آزار جنسی الهام گرفته بودند و این پیام را در ترانه‌های «بدجنس» و «اخیراً برایم چه کردی» می‌توان مشاهده کرد.
خواننده و رقصندهٔ معروف، پائولا عبدل، که در آن زمان هنوز زیاد شناخته‌شده نبود، طراح رقص موزیک ویدئوهای این آلبوم از جمله «زمانی که به تو فکر می‌کنم» ، «بدجنس» و «اخیراً برایم چه کردی» بود و همچنین در این موزیک ویدئوها به‌عنوان رقصنده نیز حضور داشت. در ابتدای ترانهٔ «اخیراً برایم چه کردی» صدای مکالمه‌های جنت جکسون و پائولا عبدل نیز آورده شده‌است.

### ۱۹۸۹–۱۹۹۲: آلبوم ملت ریتم
جنت در سپتامبر ۱۹۸۹ چهارمین آلبوم استودیویی خودش را با نام ملت ریتم جنت جکسون ۱۸۱۴ منتشر کرد. جنت علاوه بر کار بر روی سبک جدید، با موضوعات متفاوت‌ تری هم وارد شد. محتوای متن این آلبوم در مورد وضعیت جامعه، خشونت، تجاوز، نژادپرستی، فقر، اعتیاد، جنایات و حتی عشق و آهنگ‌های عاشقانه بود. جنت دربارهٔ محتوای متنی این آلبوم گفته‌است:
«می‌دانم که یک آهنگ یا آلبوم قرار نیست که وضعیت دنیا را عوض کند. اما فقط قصد دارم که با موزیک و رقص‌ هایم، توجه مخاطبان را به این موضوعات جلب کنم تا به اندازهٔ کافی به متن این آهنگ‌ها دقت شود.»
این آلبوم تبدیل به موفق‌ترین و پرفروش‌ترین آلبوم سال شد.
این آلبوم موفق شد در رتبهٔ اول بیلبورد ۲۰۰ ایالات متحده قرار گیرد و تاکنون بیش از ۱۵ میلیون نسخه در جهان و بیش از ۹ میلیون نسخه در آمریکا فروش داشته باشد و موفق به دریافت ۶ گواهی پلاتینوم از طرف انجمن صنعت ضبط موسیقی ایالات متحده آمریکا شده‌است. این آلبوم اولین جایزه گرمی جنت را برایش به ارمغان آورد. موزیک ویدئوی آهنگ «ملت ریتم» موفق به دریافت جایزهٔ گرمی «بهترین موزیک ویدئو-فیلم کوتاه» شد. این آلبوم در مجموع ۶ نامزدی جایزهٔ گرمی به همراه داشت. جنت جکسون که یکی از تهیه‌کنندگان این آلبوم هم بود، در سال ۱۹۹۰ نامزد جایزهٔ گرمی «بهترین تهیه‌کنندهٔ سال» شد که او را تبدیل به اولین زن تاریخ کرد که نامزد این بخش در مراسم گرمی شده‌ است.
آلبوم ملت ریتم جنت جکسون ۱۸۱۴ حتی بیشتر از آلبوم کنترل مورد استقبال مردم و منتقدان قرار گرفت. ۷ تک‌آهنگ این آلبوم در بین ۱۰تای برتر بیلبورد هات ۱۰۰ قرار گرفتند که رکورد بیشترین تک‌آهنگ در تاپ‌تن از یک آلبوم توسط هنرمند زن در تاریخ را ثبت کرده‌است، جدای از این، تمامی این تک‌آهنگ‌ها در ۵تای برتر بیلبورد قرار گرفته بودند و این اولین و تنها آلبوم تاریخ هست که ۷ آهنگ در تاپ فایو بیلبورد به ثبت رسانده‌است.
این آلبوم شامل یک آهنگ کاملاً در سبک راک به نام «گربهٔ سیاه» می‌باشد که توانست در بیلبورد هات ۱۰۰ رتبهٔ اول را کسب کند. با نامبروان شدن این تک‌آهنگ، جنت جکسون تبدیل به اولین هنرمند تاریخ شد که موفق به کسب رتبهٔ اول بیلبورد ایالات متحده با آهنگ‌هایی در سبک‌های راک، پاپ، آراندبی، دنس و رپ/هیپ‌هاپ شود. این آهنگ هم نامزد جایزهٔ گرمی شد که جنت را تبدیل به اولین هنرمند زن تاریخ کرد که آهنگ نامبروان او که تماماً توسط خودش نوشته و تهیه شده‌است، نامزد جایزهٔ گرمی هم می‌شود.
این آلبوم به‌خاطر طراحی‌های رقصش در بین مردم زبانزد است. موزیک ویدئوی آهنگ «ملت ریتم» یکی از معروف‌ترین و نمادین‌ترین موزیک ویدئوهای تاریخ به حساب می آید. این آلبوم نه تنها رقص و خلاقیت موسیقی جنت را به نمایش گذاشت بلکه در زمینه مد هم او را بر سر زبان‌ها انداخت و تبدیل به یک «نماد مد» شد.
در سال ۱۹۹۰ جنت، اولین تور کنسرت جهانی خودش را برگزار کرد. این تور تبدیل به موفق‌ترین تور دیبیو تاریخ شد و توانست رکورد سریع‌ترین فروش بلیط در استادیوم ۵۷ هزار نفری توکیو دم در ژاپن را بشکند.
در همان سال، جنت ستارهٔ خودش را در پیاده‌روی مشاهیر هالیوود به‌دلیل تاثیرگذاری‌ های بالایش در موسیقی دریافت کرد. این تنها جایزهٔ افتخاری جنت نبود. جنت از طرف مراسم جایزهٔ موسیقی بیلبورد جایزه‌ای افتخاری، به خاطر رکوردشکنی‌های شگفت‌انگیزش در موسیقی دریافت کرد. همچنین از مراسم جایزهٔ موزیک ویدئوی ام‌تی‌وی، جایزهٔ «جایزه پیشگام ویدئو مایکل جکسون» را برای پیشگامی در ساخت موزیک ویدئوهای فوق‌العاده‌اش دریافت کرد. این باعث شد نام جنت جکسون در کنار مایکل جکسون، مدونا و تینا ترنر به‌عنوان بزرگ‌ترین تاثیر‌گذاران موسیقی آورده شود. مجلهٔ ایبونی دربارهٔ تأثیر جنت جکسون نوشت: «هیچ هنرمند یا گروهی، تأثیری که جنت جکسون و مایکل جکسون بر روی دنیای سرگرمی داشتند را نگذاشته‌ است.»
بعد از اتمام قرارداد جنت با کمپانی ای-اند-ام رکوردز، جنت قرارداد چندین میلیون دلاری با کمپانی موسیقی ویرجین رکوردز بست که گفته شده‌بود بزرگ‌ترین قرارداد موسیقی پرداخت شده در آن زمان بوده‌ است و برای این پرداخت رکورد جهانی گینس نیز ثبت کرد.

### ۱۹۹۳–۱۹۹۶: آلبوم جنت
پنجمین آلبوم استودیویی جنت جکسون به نام جَنِت در سال ۱۹۹۳ منتشر شد. این آلبوم هم موفق شد در رتبهٔ اول بیلبورد ۲۰۰ آمریکا بنشیند. این آلبوم تا به امروز بیش از ۱۷ میلیون نسخه در جهان و بیش از ۸٫۵ میلیون نسخه در آمریکا فروش داشته و موفق به کسب ۶ گواهی پلاتینوم از طرف انجمن صنعت ضبط موسیقی ایالات متحده آمریکا شده‌است
تمامی ۶ تک‌آهنگ رسمی این آلبوم موفق شدند در تاپ‌تن بیلبورد آمریکا بنشینند و بدین ترتیب جنت جکسون با سه آلبوم کنترل، ملت ریتم و جنت به‌ترتیب ۵، ۷ و ۶ تاپ‌تن ثبت کرد که اولین و تنها آرتیست در تاریخ هست که با این تعداد آلبوم با این تعداد تاپ‌تن را ثبت کرده‌ است.
تک‌آهنگ این آلبوم اینگونه عشق ادامه دارد دو نامزدی جایزه گرمی را به ارمغان آورد که توانست برندهٔ بخش "بهترین آهنگ سبک ریتم اند بلوز" شود. این ترانه برای ۸ هفتهٔ متوالی شماره یک بیلبورد هات ۱۰۰ ایالات متحده بود و جنت توانست رکورد برادرش مایکل جکسون را بشکند و طولانی مدت‌ترین هفتهٔ متوالی در رتبهٔ اول بیلبورد توسط یک جکسون را ثبت نماید. خواننده، بازیگر و رقصنده جهانی، جنیفر لوپز که در آن زمان هنوز معروف نشده بود و ناشناخته بود، در موزیک ویدئوی این آهنگ به‌عنوان گروهی از رقصنده‌ها حضور پیدا کرد.
جنت در این آلبوم نقش بزرگتری در زمینهٔ ترانه‌سرایی و تهیه‌کنندگی را نسبت به آلبوم‌های قبلی‌اش بر عهده گرفت. جنت با هر آلبوم سبک و مدل جدیدی از موسیقی را امتحان می‌کرد. جنت با این آلبوم سبک‌های آراندبی، دیپ هاوس، سوینگ جاز، هیپ هاپ، راک و پاپ را به کار گرفت. بیلبورد این آلبوم را "با مهارت و اشتیاق کامل" خطاب کرد. جنت با این آلبوم دو رکورد جهانی گینس دیگر برای "موفق‌ترین آهنگ سبک دنس در آمریکا" با ترانهٔ اینگونه عشق ادامه دارد و همچنین "پرفروش‌ترین آلبوم سبک دنس دههٔ ۹۰ میلادی توسط یک آرتیست زن" را نیز ثبت کرد.
دومین تور جهانی جنت، با نام تور "جهانی جنت" در اواخر سال ۱۹۹۳ برگزار شد و جنیفر لوپز هم به‌عنوان رقصنده در این تور حضور داشت. در همین حین بود که اتهامات کودک آزاری علیه مایکل جکسون شروع شد. جنت به‌طور کامل از برادرش مایکل دفاع کرد و حمایت اخلاقی خودش را نشان داد و علیه اتهاماتی که دیگر خواهر و برادرانش نظیر لاتویا جکسون علیه مایکل می‌زدند نیز دفاع کرد.
در ماه سپتامبر ۱۹۹۳ جنت بر روی کاور مجلهٔ رولینگ استون حضور پیدا کرد. این کاور تبدیل به یکی از معروف‌ترین و مورد تقلید قرار گرفته‌ترین کاورهای مجله در تاریخ شد. جنت در آن زمان تبدیل به یکی از نمادهای جذابیت در هالیوود شده بود. در سال ۱۹۹۵ جنت جکسون با برادرش مایکل در آهنگی به نام جیغ از آلبوم هیستوری مایکل همکاری کرد. این آهنگ در هفتهٔ اول انتشار در رتبهٔ ۵ بیلبورد هات ۱۰۰ ایالات متحده نشست که تبدیل به اولین آهنگ در تاریخ شد که در هفتهٔ اول انتشار در تاپ فایو بیلبورد دیبیو (دیبیو: آغاز کار) می‌کند. موزیک ویدئو این آهنگ رکورد گینس "پرهزینه‌ترین موزیک ویدئو، فیلم کوتاه تاریخ" را ثبت کرد چرا که بیش از ۷ میلیون دلار هزینهٔ ساخت این ویدئو شده بود. جنت همچنین یکی از تهیه‌کنندگان این آلبوم مایکل هم بود که این آلبوم نامزد جایزه گرمی "بهترین آلبوم سال" هم شده بود. جنت و مایکل رکورد جهانی گینس «موفق‌ترین برادر و خواهر در تاریخ» را نیز به ثبت رسانده‌اند.
در اواخر سال ۱۹۹۵ جنت به مناسبت ده سالگی انتشار آلبوم کنترل و آغاز موفقیت‌ هایش، آلبومی به نام طراحی دهه منتشر کرد که شامل بهترین و موفق‌ترین آهنگ‌های سه آلبوم قبلش بود. تک‌آهنگ جدیدی هم از این آلبوم به نام فراری نیز منتشر شد که در هفتهٔ اول انتشار در رتبهٔ ۶ بیلبورد هات ۱۰۰ آمریکا نشست و تبدیل به اولین آهنگ توسط یک آرتیست زن در تاریخ شد که در تاپ‌تن بیلبورد دببیو می‌کند. این آهنگ بعداً توانست به رتبهٔ ۳ بیلبورد دست پیدا کند. این آلبوم نیز تاکنون بیش از ۱۳ میلیون نسخه در جهان و بیش از ۵ میلیون نسخه در آمریکا فروش داشته و موفق به کسب دو گواهی پلاتینوم از از طرف انجمن صنعت ضبط موسیقی ایالات متحده آمریکا شده‌ است.

### ۱۹۹۷–۲۰۰۰: آلبوم طناب مخملی

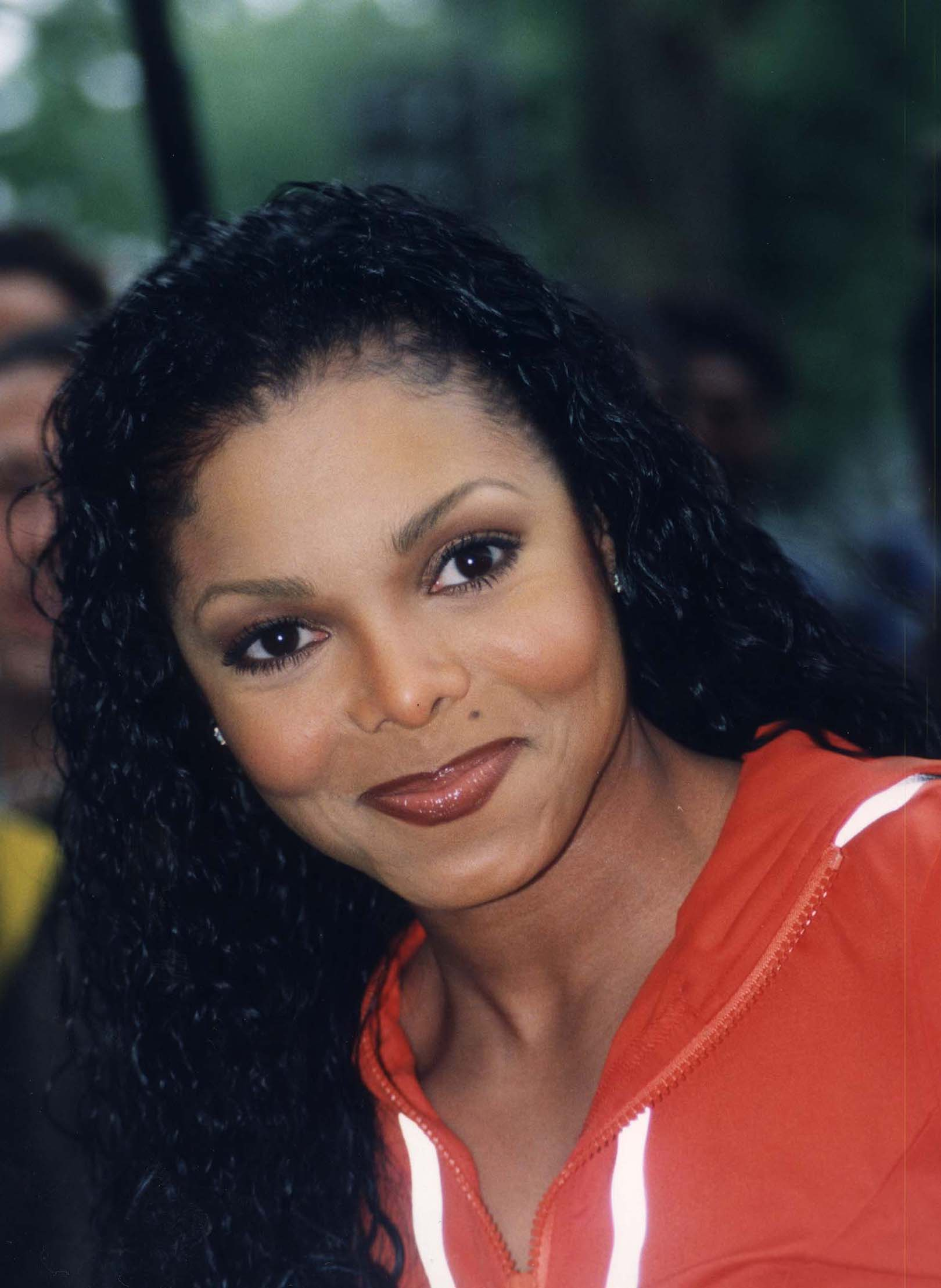
جنت جکسون در سال ۱۹۹۸

جنت جکسون در این دوره از زندگی‌اش با افسردگی و اضطراب دست و پنجه نرم می‌کرد و همین امر سبب شد تا ششمین آلبوم استودیویی او بر پایهٔ این محتوا تهیه شود. در ماه اکتبر سال ۱۹۹۷ جکسون آلبوم طناب مخملی را منتشر کرد. جنت با ظاهری کاملاً متفاوت برای این آلبوم ظاهر شد. موهای قرمز فر، پیرسینگهای گوش و بینی و همچنین تتو او را متفاوت کرده بودند. این آلبوم در درجهٔ اول بر این عقیده متمرکز است که همه یک نیاز ذاتی به تعلق داشتن دارند. گذشته از اشعار فراگیر مربوط به موضوعات اجتماعی مانند روابط همجنس‌گراها، هموهراسی و خشونت خانگی، این آلبوم شامل مضامین سادومازوخیسم نیز هست و از نظر مسائل جنسی بسیار بیشتر و واضح‌تر از آلبوم قبلی‌اش، جنت می‌باشد. این آلبوم به‌طور کامل جنت را به‌عنوان یک نماد همجنس‌گرایی به‌دلیل مضامین خود در مورد همجنس‌گرایی و اعتراض به همجنسگرا‌هراسی تثبیت کرد. ترانه‌هایی مانند منطقهٔ آزاد، دوباره با هم و پاپ پس از ایدز و از این آلبوم این مضامین را شامل می‌شوند. همچنین بخشی از درآمد حاصل از ترانهٔ دوباره با هم به بنیاد آمریکایی تحقیقات ایدز اهدا شد.
این آلبوم از طرف مراسم جایزه رسانه‌ای گلد (مراسمی که هر ساله در حمایت از جامعه دگرباشان جنسی برگزار می‌شود) مورد تقدیر و ستایش قرار گرفت و جایزهٔ افتخاری "بهترین آلبوم" را دریافت کرد.
این آلبوم بسیار مورد تقدیر منتقدان قرار گرفت. بیلبورد در مقاله‌ای این آلبوم را "بهترین آلبوم آمریکایی سال و بهترین آلبوم از بین ۵ آلبوم قبلی جنت جکسون" عنوان کرد. این آلبوم در رتبهٔ اول بیلبورد ۲۰۰ ایالات متحده نشست و تاکنون بیش از ۱۳ میلیون نسخه در جهان و بیش از ۴٫۵ میلیون نسخه در آمریکا فروش داشته‌ است. همچنین این آلبوم موفق به کسب ۳ گواهی پلاتینوم از طرف انجمن صنعت ضبط موسیقی ایالات متحده آمریکا نیز شده‌ است.
این آلبوم در مجموع دو نامزدی جایزه گرمی را به همراه داشت. تک‌آهنگ آغازین این آلبوم داشتن تا زمانی که از دستش بدهی موفق به دریافت جایزهٔ گرمی «بهترین موزیک ویدئو» شد. تک‌آهنگ دوباره با هم نامبروان بیلبورد هات ۱۰۰ ایالات متحده شد و هشتمین ترانهٔ نامبروان جنت جکسون را رقم زد. این تک‌آهنگ مدت ۴۶ هفتهٔ متوالی را در بیلبورد آمریکا سپری کرد و تاکنون بیش از ۱۰ میلیون نسخه نیز در جهان فروش داشته‌ است که یکی از «پرفروش‌ترین سینگل‌های عصر فیزیکال» در تاریخ به حساب می‌آید.
تک‌آهنگ من تنها می‌شوم در رتبهٔ سوم بیلبورد هات ۱۰۰ نشست و تبدیل به هجدهمین تاپ تن متوالی جنت جکسون شد که او را تبدیل به «اولین هنرمند زن تاریخ» کرد که به چنین موفقیتی دست پیدا کرده‌است و بعد از الویس پرسلی و بیتلز قرار گرفت. جنت سومین تور کنسرت خودش را با نام ("The Velvet Rope Tour") برگزار کرد. این تور به‌دلیل فن نمایش تئاتری، رقص‌های مختلف و همچنین خوانندگی و آواز زندهٔ جنت مورد ستایش زیادی قرار گرفت. همچنین خود جنت نیز تهیه‌کننده و کارگردان این تور بود. ویدئوی این کنسرت از شبکه «اچ‌بی‌او» پخش شد و توانست ۱۵ میلیون بیننده به‌صورت زنده ثبت کند که رکورد «پربیننده‌ترین برنامهٔ این شبکه» را شکست. این تور نامزد ۴ جایزه امی شد که موفق به برنده شدن دو جایزه از آن شد. جکسون بخشی از فروش این تور را به وعدهٔ آمریکا، سازمانی که توسط کالین پاول برای کمک به جوانان محروم تأسیس شده‌بود، اهدا کرد.
در سال ۱۹۹۹ جنت جکسون از مراسم "جایزهٔ موسیقی ملل" جایزهٔ افتخاری «افسانهٔ موسیقی» را به‌دلیل موفقیت‌های چشم‌گیرش در موسیقی دریافت کرد.

### ۲۰۰۱–۲۰۰۳: آلبوم همه از آن تو
در پی انتشار هفتمین آلبوم استودیویی جنت در سال ۲۰۰۱، ام‌تی‌وی مراسمی به نام برای بزرگداشت و قدردانی از تاثیرگذاری‌ ها و رکوردشکنی‌ های وی برگزار کرد. هنرمندانی از جمله دستینیز چایلد، پینک، آشر، میا، انسینک در این مراسم بهترین آهنگ‌های جنت را اجرا کردند و هنرمندان دیگری هم از جمله بریتنی اسپیرز، کریستینا آگیلرا، آلیا، مایکل جکسون، جکسون فایو، جنیفر لوپز، جیمی فاکس، استیوی واندر و جسیکا سیمپسون از او در این مراسم قدردانی کردند. در انتهای این مراسم هم جنت ترانه همه از آن تو را اجرا کرد. جنت جکسون اولین هنرمند تاریخ و تنها هنرمند زن تاریخ هست که برندهٔ این جایزهٔ افتخاری مراسم ام‌تی‌وی شده‌ است.
در همان سال، مراسم جایزهٔ موسیقی آمریکا نیز با اهدا جایزهٔ افتخاری "Merit" از وی قدردانی کرد. آکادمی ملی علوم و هنرهای ضبط (جوایز گرمی) نیز جایزهٔ افتخاری "Governor's Award" را به وی اهدا کرد. جنت جکسون تبدیل به اولین هنرمند زن تاریخ شد که از ۴ مراسم مهم موسیقی حداقل یک جایزهٔ افتخاری دریافت کرده‌ است.
هفتمین آلبوم استودیویی جنت جکسون با نام همه از آن تو در سال ۲۰۰۱ منتشر شد. این آلبوم در بیلبورد ۲۰۰ ایالات متحده رتبهٔ اول را کسب کرد و همچنین در هفتهٔ اول انتشار بیش از ۶۰۵ هزار نسخه فروش داشت که تبدیل به یکی از پرفروش‌ترین آلبوم‌های هنرمندان زن در هفتهٔ اول انتشار در تاریخ شد. این آلبوم بازگشتی به سبک پاپ و دنس بود که مورد استقبال هواداران، مردم و منتقدان گردید. در آن دوره که موسیقی هیپ هاپ ترند بود و تمام هنرمندان این سبک را دنبال می‌کردند جنت جدا از آنها سبکی متفاوت را به آن دوره تزریق کرد. این آلبوم تاکنون بیش از ۱۲ میلیون نسخه در جهان و ۴ میلیون نسخه در آمریکا فروش داشته‌است که موفق به دریافت ۲ گواهی پلاتینوم از طرف انجمن صنعت ضبط موسیقی ایالات متحده آمریکا نیز شده‌است. این آلبوم در مجموع ۳ نامزدی جایزه گرمی و یک برد را به همراه داشت.
ترانهٔ همه از آن تو از این آلبوم نیز موفق به کسب رتبهٔ اول بیلبورد هات ۱۰۰ ایالات متحده شد و دهمین آهنگ نامبروان جنت را رقم زد. این ترانه هفت هفتهٔ متوالی در رتبهٔ اول بیلبورد هات ۱۰۰ بود و موفق به دریافت جایزه گرمی "بهترین آهنگ سبک دنس" شد. جنت از ام‌تی‌وی "ملکهٔ رادیو" لقب گرفت. ترانهٔ همه از آن تو موفق شده‌بود در تمامی پلی لیست‌های پاپ، آربن و ریتمیک در همان هفتهٔ اول انتشار وارد شود و بیش از ۷ میلیون شنونده در رادیو کسب کند و رکورد "پرشنونده‌ترین آهنگ در هفتهٔ اول انتشار در رادیو" را بشکند.
جکسون در آن سال چهارمین تور کنسرت خود را با نام "تور همه از آن تو " برگزار کرد. ویدئوی این کنسرت که از شبکهٔ «اچ‌بی‌او» پخش شد موفق شد ۱۲ میلیون بیننده به صورت زنده ثبت کند.
در اواخر سال جنت به‌دلیل شایعه‌های رابطه‌اش با جاستین تیمبرلیک، متیو مک‌کانهی و جرمین دوپری تیتر اول خبرها شد.

### ۲۰۰۴: جنجال سوپر بول سی و هشتم و آلبوم دامیتا جو
جنت از طرف لیگ ملی فوتبال ایالات متحده و ام‌تی‌وی انتخاب شد تا در اجرای بین دو نیمهٔ سی و هشتمین مسابقات سوپر بول آمریکا در سال ۲۰۰۴ اجرا کند. جنت ترانه‌های همه از آن تو، ملت ریتم و دانش و ترانهٔ بدنت را تکان بده جاستین تیمبرلیک به همراه خود جاستین در این مراسم اجرا کرد.
در متن این ترانه خوانده می‌شود که «من تا آخر این آهنگ تو را عریان می‌کنم» و در هنگام اجرای این قسمت ترانه، جاستین لباس جنت را می‌کشد و پستان سمت راست جنت در مقابل ۱۴۰ میلیون بینندهٔ زنده بیرون می‌افتد و دیده می‌شود!
جکسون پس از اجرا عذرخواهی کرد و گفت که این حادثه اتفاقی و ناخواسته بوده‌ است، توضیح داد که کار تیمبرلیک فقط به‌ معنای بیرون کشیدن یک بوستر و رها کردن سینه‌بند توری قرمز بود. او اظهار داشت: «اگر به کسی توهین کردم، واقعاً متاسفم… این واقعاً قصد من نبود»
ام‌تی‌وی، ان‌اف‌ال و سی‌بی‌اس هیچ اطلاعی از این موضوع نداشته و هرگونه اطلاع از این حادثه و مسئولیت آن را تکذیب کردند. جاستین تیمبرلیک نیز با انتشار بیانیه‌ای عذرخواهی کرد. این حادثه بیشترین ثبت و پخش مجدد لحظه در تاریخ شد و حدود ۳۵٬۰۰۰ دنبال کنندهٔ جدید را به خود جلب کرد. این اتفاق باعث پیدایش یوتیوب شد! جاوید کریم اظهار داشته‌ است که این حادثه الهام‌ بخش ایجاد یوتیوب بود، زیرا پیدا کردن فیلم‌ های این حادثه به‌ صورت آنلاین دشوار است. این یکی از بحث برانگیزترین رویداد های تلویزیونی در تاریخ تلقی می‌شود، و این اتفاق باعث شد تا سه رکورد جهانی گینس دیگر به نام جنت جکسون ثبت شود! «جستجو شده‌ترین شخص در اینترنت»، «جستجو شده‌ترین موضوع در اینترنت»، «بزرگ‌ترین جریمهٔ تحمیل شده بر یک اجراکننده در تاریخ».
کمیسیون ارتباطات فدرال به کلیه شرکت‌های درگیر جریمهٔ شدیدی را اعمال کرد و تحقیقات را به مدت هشت سال ادامه داد و در نهایت درخواست تجدیدنظر خود را برای جریمهٔ ۵۵۰٬۰۰۰ دلاری علیه سی‌بی‌اس از دست داد. به دنبال این حادثه، سی‌بی‌اس به تیمبرلیک اجازهٔ حضور در مراسم چهلمین دورهٔ جوایز گرمی را داد اما اجازهٔ حضور جکسون را نداد و مجبور شد پس از برنامه‌ ریزی به‌ عنوان اهدا کنندهٔ جایزه، وی را پس بکشد. این جنجال برنامه‌هایی را برای جکسون برای بازی در فیلم بیوگرافی خواننده، هنرپیشه و موسیقی‌دان لنا هورن که قرار بود توسط شرکت پخش رسانه‌ای آمریکا (ای‌بی‌سی) پخش شود متوقف کرد. بنا بر گزارش‌ها، هورن از این ماجرا ناراضی بود، اما نمایندگان جکسون گفتند که وی با کمال میل از این پروژه جدا شده‌ است. یک مجسمهٔ میکی‌ماوس با لباس نمادین ملت ریتم جنت در سال گذشته برای احترام به میراث او در پارک والت دیزنی ورلد جاسازی شد، اما به دنبال عملکرد جنجالی وی از آنجا برداشته شد.
در مارس ۲۰۰۴ هشتمین آلبوم استودیویی جنت با نام دامیتا جو برگرفته از نام کوچک خودش، منتشر شد. این آلبوم در رتبهٔ دوم بیلبورد ۲۰۰ ایالات متحده نشست. این آلبوم با نقدهای مثبت، ستایش نوآوری صوتی آهنگ‌های منتخب و هارمونی‌های صوتی جکسون مواجه شد، در حالی که دیگران از مضامین مکرر آن دربارهٔ کارنا بودن و موضوعات جنسی انتقاد کردند. با این حال، بسیاری از بررسی‌های منتقدان بیشتر به جای انتقاد از خود آلبوم روی حادثهٔ سوپربول تمرکز کردند. فروش این آلبوم به‌دلیل حادثهٔ سوپربول نسبت به آلبوم‌های قبل به شدت افت کرد. این آلبوم تاکنون بیش از ۴ میلیون نسخه در جهان و بیش از ۱٫۵ میلیون نسخه در آمریکا فروش داشته‌است و موفق به دریافت ۱ گواهی پلاتینوم از طرف انجمن صنعت ضبط موسیقی ایالات متحده آمریکا نیز شده‌است. تک‌آهنگ‌های این آلبوم هم نسبت به آلبوم‌های قبل وضعیت خوبی را تجربه نکردند. تک‌آهنگ آغازین فقط کمی دیگر در رتبهٔ ۴۵ بیلبورد هات ۱۰۰ ایالات متحده نشست و به رکورد جنت بعد از ۱۲ سال پایان داد. جنت جکسون از سال ۱۹۸۹ تا سال ۲۰۰۱ موفق به ثبت ۱۹ آهنگ در تاپ تن بیلبورد آمریکا به‌طور متوالی با هر آلبوم شد که اولین هنرمند زن تاریخ هست که به این موفقیت دست پیدا می‌کند.
عملکرد این آلبوم تحت تأثیر لیست سیاه قرار گرفته از کانال‌های رادیویی و موسیقی، به‌دستور مدیر عامل سی‌بی‌اس قرار گرفت. شرکت‌کنندگان درگیر در این تحریم شامل Viacom و CBS، شرکت‌های تابع (MTV , Clear Channel Communications و پخش Infinity Broadcasting) بودند که دومین مورد از بزرگ‌ترین پخش‌کننده‌های رادیویی هستند. لیست سیاه قبل از انتشار دامیتا جو به اجرا درآمد و در طول دورهٔ دو آلبوم جنت ادامه یافت.
پیش از این حادثه، پیش‌بینی می‌شد که عملکرد این آلبوم از آلبوم قبل یعنی همه از آن تو نیز بهتر باشد. سه تک‌آهنگ آن نقدهای مثبتی را دریافت کردند اما نتوانستند به موقعیت‌های نمودار بالا برسند، اگرچه پیش‌بینی می‌شد هر کدام تحت شرایط مختلف عملکرد بسیار خوبی داشته باشند. در این دور جنت از طرف مراسم‌های مختلف مورد قدردانی‌های زیادی هم قرار گرفت. او جایزهٔ افتخاری «افسانهٔ موسیقی» را از مراسم "Radio Music Awards"، جایزهٔ افتخاری «الهام بخش موسیقی» را از مراسم "Japan Video Music Awards" و جایزهٔ افتخاری "دست‌آوردهای یک عمر» را از مراسم "Soul Train Music Awards" را دریافت کرد.

### ۲۰۰۶–۲۰۱۵: آلبوم ۲۰ ساله و آلبوم انضباط

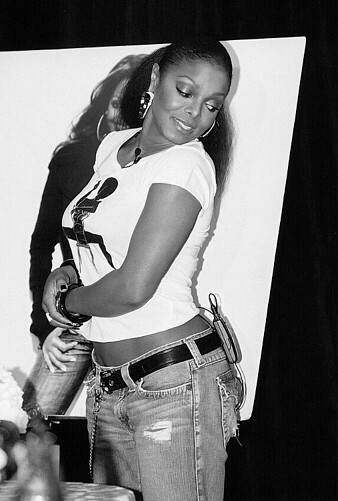
جنت جکسون در سال ۲۰۰۶

درسال ۲۰۰۵ جنت کار بر روی نهمین آلبوم استودیویی‌اش را شروع کرد. نام این این آلبوم بیست ساله بود که یادآور بیستمین سالگرد انتشار آلبوم موفق وی کنترل بود. جنت برای تبلیغ این آلبوم بر روی جلد مجلههای مختلف حاضر شد. کاور مجلهٔ "US Weekly" جنت به‌ دلیل جلب توجه رسانه‌ ها بخاطر افزایش وزن او باعث شد که رکورد پرفروش‌ترین نسخهٔ تاریخ این مجله شکسته شود. این آلبوم در سپتامبر ۲۰۰۶ منتشر شد و در رتبهٔ دوم بیلبورد ۲۰۰ ایالات متحده نشست. این آلبوم با انتقادهای متنوعی روبرو شد. رولینگ استون با اشاره این آلبوم به آلبوم کنترل مخالفت کرد و گفت: «اگر ما به جای او بودیم، این دو آلبوم را مقایسه نمی‌ کردیم.»
لیست سیاه پخش موسیقی جکسون همچنان پایدار ماند و تأثیر زیادی روی عملکرد وی در چارت‌ها و بیلبورد داشت. با این وجود لید سینگل این آلبوم با من تماس بگیر  موفق شد به رتبهٔ ۲۵ بیلبورد هات ۱۰۰ ایالات متحده دست پیدا کند. این آلبوم تاکنون بیش از ۲ میلیون نسخه در جهان و بیش از ۱٫۵ میلیون نسخه در آمریکا فروش داشته‌است و موفق به دریافت ۱ گواهی پلاتینوم از طرف انجمن صنعت ضبط موسیقی ایالات متحده آمریکا نیز شده‌است.

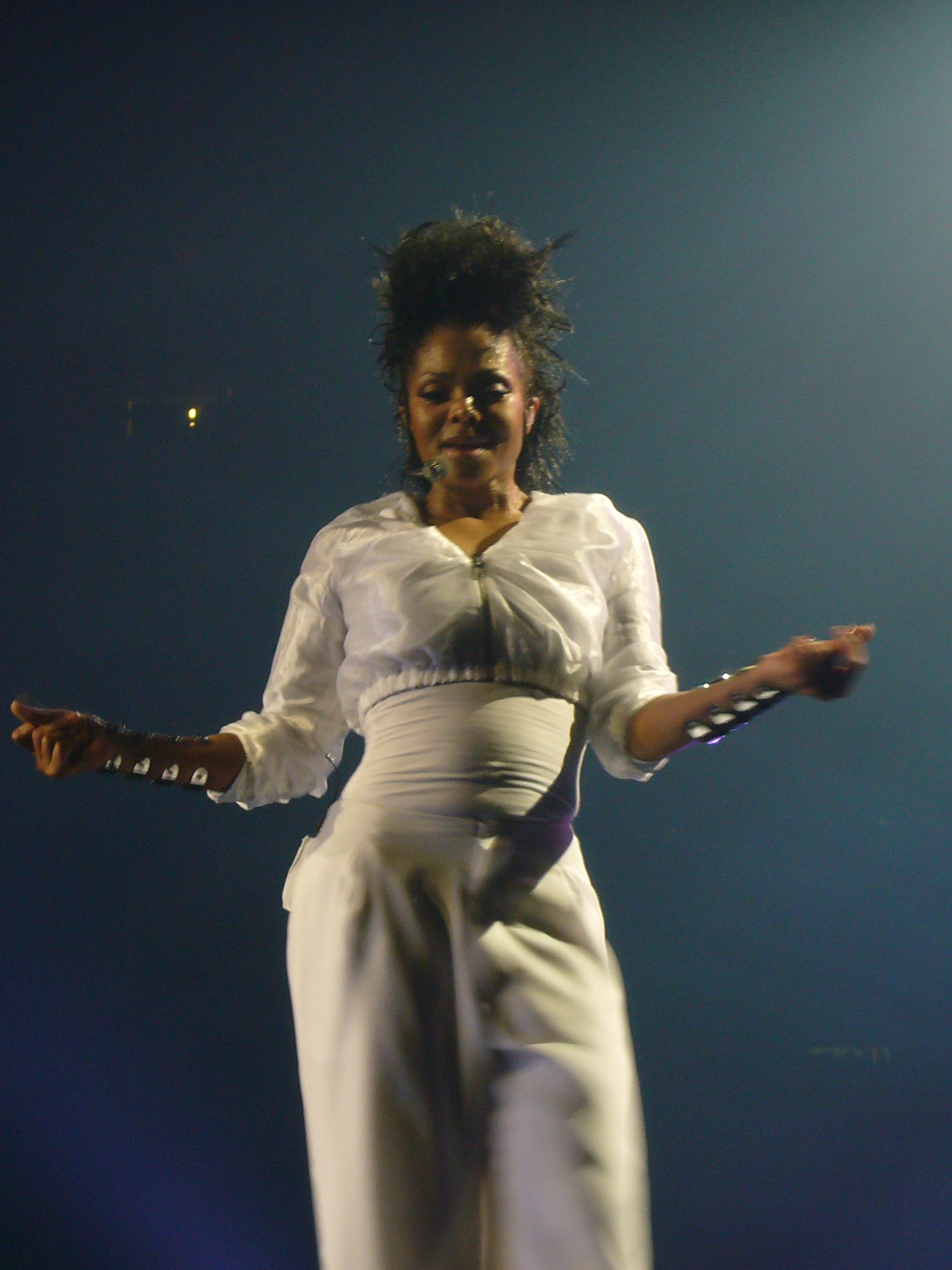
جنت جکسون در سال ۲۰۰۸

پس از اتمام قرارداد جنت با ویرجین رکوردز، او با کمپانی موسیقی آیلند رکوردز قرارداد بست. جنت برنامه‌های تور کنسرت آلبوم قبل را کنسل کرد و شروع به تهیهٔ دهمین آلبوم استودیویی‌اش کرد. جنت بعد از ۲۰ سال همکاری با تهیه‌کنندگان موسیقی جیمی جم و تری لویس برای این آلبوم با تهیه‌کنندگان دیگری همکاری کرد. آلبوم انضباط در سال ۲۰۰۸ منتشر شد و موفق به کسب رتبهٔ اول بیلبورد ۲۰۰ ایالات متحده شد. با وجود محدودیت لیست سیاه جنت، تک‌آهنگ آغازین این آلبوم بازخورد موفق به کسب جایگاه ۱۹ بیلبورد هات ۱۰۰ ایالات متحده شد و تبدیل به اولین ورودی جنت به ۲۰ آهنگ اول بیلبورد از زمان آلبوم همه از آن تو شد. در این سال جنت جایزهٔ افتخاری "ونگارد" مراسم به‌دلیل حمایت‌ها و مشارکت‌هایش در زمینهٔ حمایت از جامعه دگرباشان جنسی دریافت کرد.
پنجمین تور کنسرت جنت با نام "رقص با تو" در سپتامبر ۲۰۰۸ آغاز شد. بیلبورد فاش کرد که جکسون از نحوهٔ مدیریت انتشار آلبوم و تبلیغات برای آن توسط آیلند رکوردز و ال.ای. رید ناراضی بود.
در سال ۲۰۰۹ برادر جنت، مایکل جکسون در سن ۵۰ سالگی از دنیا رفت. جنت در مراسم‌های مختلفی برای یادبود برادرش حضور پیدا کرد. او در سخنرانی ای در مراسم بی‌ای‌تی گفت: «من فقط می‌خواهم بگویم که برای شما مایکل یک نماد و اسطوره است اما او برای ما خانواده است و تا ابد در قلب‌های ما زنده خواهد بود. من می‌خواهم از طرف خانواده‌ام و خودم از شما بابت عشق و حمایتی که نشان دادید تشکر کنم. ما دلتنگ او هستیم» با وجود عزاداری خانواده‌اش برای از دست دادن برادرشان جنت تصمیم گرفت که بر روی مقابله با غم و اندوه تمرکز کند و کمتر آن را به عموم نشان دهد.
چند ماه بعد جنت در مراسم جایزهٔ موزیک ویدئوی ام‌تی‌وی ۲۰۰۹ برای یادبود برادرش مایکل ترانه فریاد را اجرا کرد. این اجرا از طرف منتقدان واکنش‌های مثبت زیادی را دریافت کرد. ام‌تی‌وی در این باره گفت: "هیچ‌کس بهتر از جنت نمی‌توانست این اجرا را انجام دهد و یک پیام قدرتمند را برای همه بفرستند." جنت همچنین در مراسم جایزهٔ موسیقی آمریکا ۲۰۰۹ هم اجرایی از بهترین ترانه‌هایش داشت و در آخر اجرا ترانهٔ دوباره با هم را به برادرش مایکل تقدیم کرد.

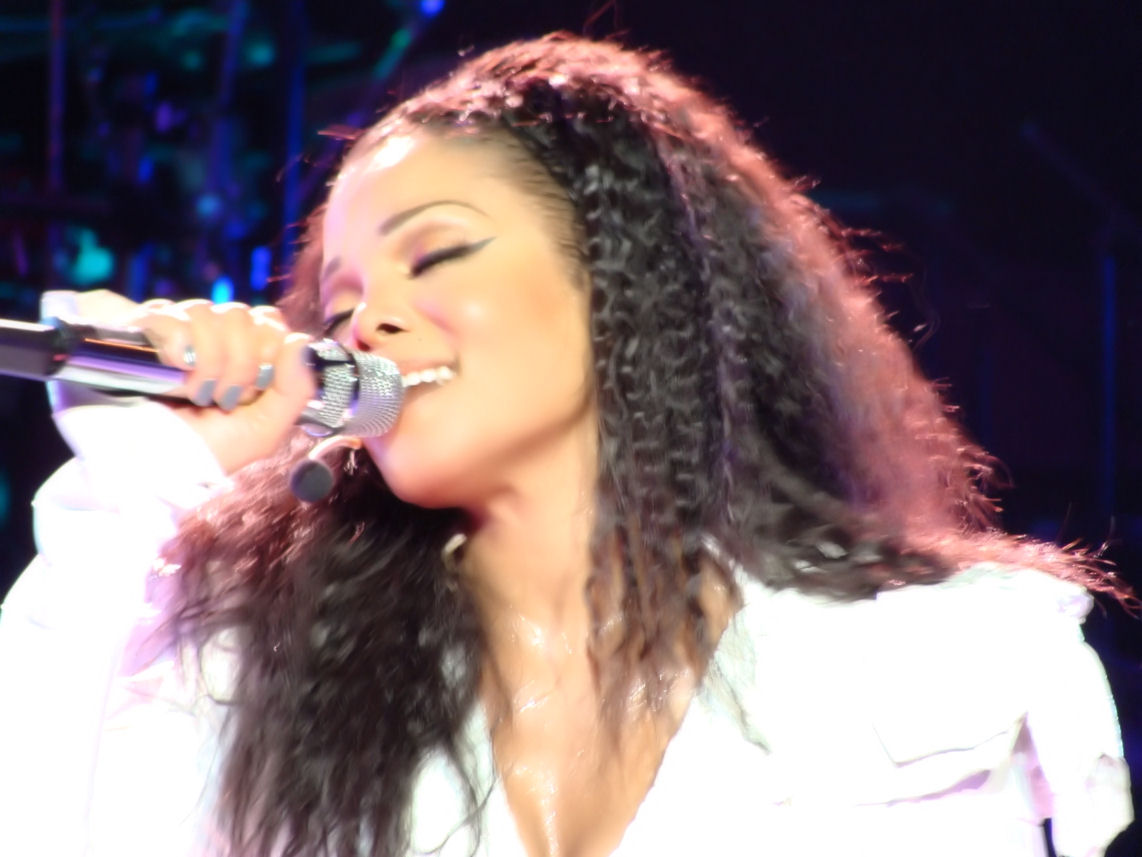
جنت جکسون در سال ۲۰۱۱.

دومین آلبوم گردآوری‌شده جنت شامل بهترین آهنگ‌های او با نام شماره یک‌ها / بهترین‌ها در آن سال منتشر شد. تک‌آهنگ جدید دیگری هم از این آلبوم به نام من را وادار کن  منتشر شد که موفق به کسب رتبهٔ اول بیلبورد دنس کلاب ایالات متحده شد و جنت تبدیل به اولین هنرمند تاریخ شد که در چهار دههٔ جدا آهنگ نامبروان در این چارت ثبت کرده‌است.
در سال ۲۰۱۰ جنت تصمیم به برگزاری تور کنسرت جدیدی به نام شماره یک‌ها، از نزدیک و شخصی گرفت. جنت در طی این تور ۳۵ آهنگ معروف و موفق خود را اجرا کرد که در هر شهر آهنگ‌های اجرا شده باهم متفاوت بودند.
در فوریه ۲۰۱۱ جنت کتاب خودیاری خودش را به نام "راستی تو: یک سفر برای پیدا کردن و دوست داشتن خودت" منتشر کرد. این کتاب دربارهٔ دست و پنجه نرم کردن جنت با اضافه وزن و اعتماد به‌ نفس بود و چندین نامه از طرفداران خودش را نیز در این کتاب به چاپ رساند. این کتاب رتبهٔ اول پرفروش‌ترین کتاب‌های نیویورک تایمز را تصاحب کرد.
در طی این سال‌ها جنت مشغول پروژهٔ فیلم‌های مختلف بود و جوایز مختلفی هم بابت ایفای نقش خود در این فیلم‌ها دریافت کرد.

### ۲۰۱۵–۲۰۲۰: آلبوم شکست‌ناپذیر–تاکنون
در سال ۲۰۱۵ جنت تأیید کرد که در حال کار بر روی آلبوم و تور کنسرت جدید ست. او آلبوم خود را تحت عنوان لیبل موسیقی خودش ملت ریتم منتشر کرد و با کمپانی دیگری قرارداد نبست. راه‌اندازی این رکورد لیبل باعث شد تا جنت جزو محدود آرتیست‌های زن آفریقایی-آمریکایی باشد که خود ناشر موسیقی هستند. تک‌آهنگ آغازین این آلبوم به نام بدون خواب موفق شد رتبهٔ ۶۷ بیلبورد هات ۱۰۰ ایالات متحده را کسب کند و تبدیل به چهلمین ورودی جنت به بیلبورد آمریکا شود. ورژن ریمیکس این آهنگ با همکاری جی. کول موفق شد رتبهٔ ۶۳ بیلبورد را نیز کسب کند.

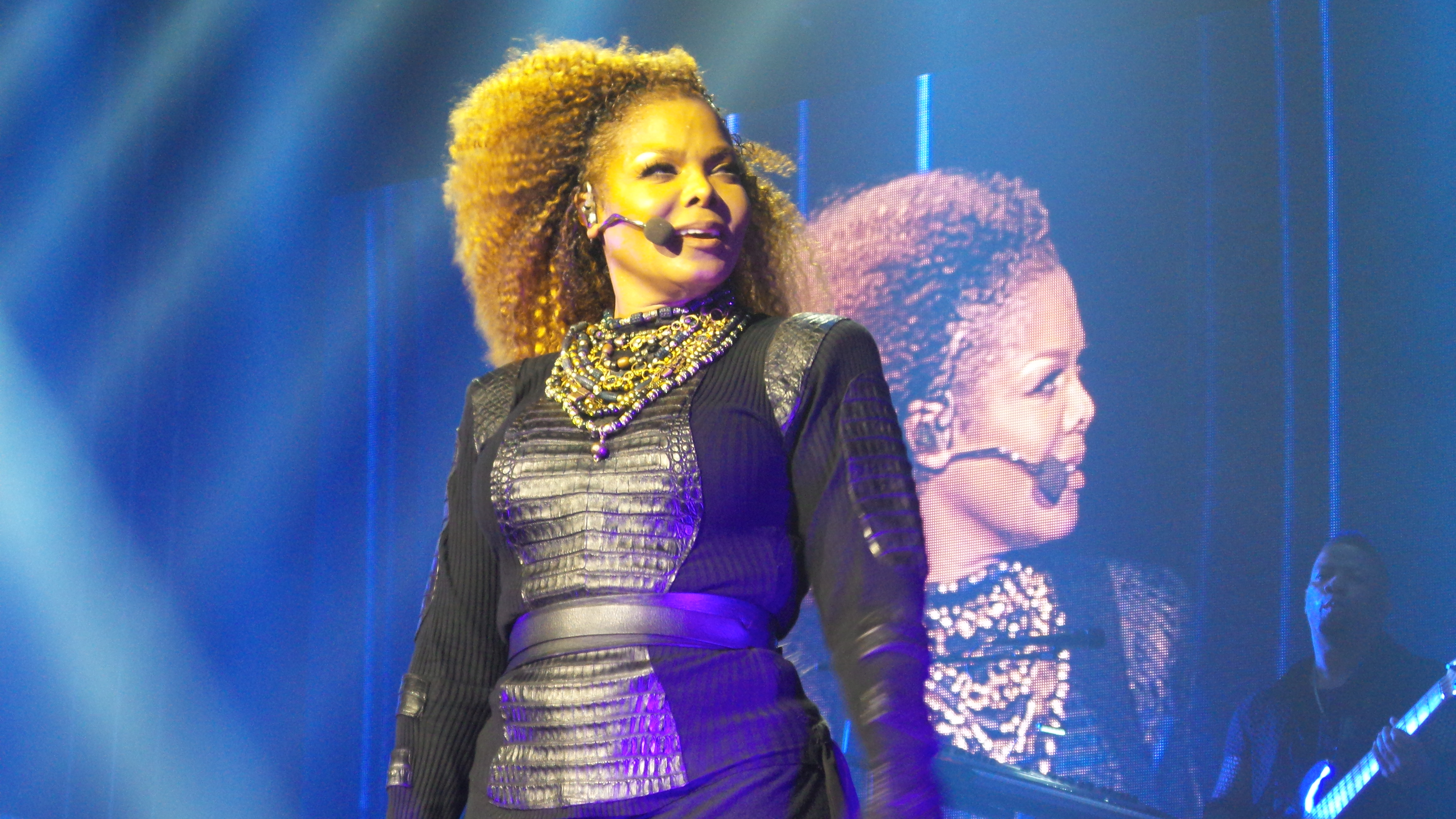
جنت جکسون در سال ۲۰۱۵

در این سال مراسم بی‌ای‌تی یادبود ویژه‌ای برای جنت جکسون برگزار کرد. هنرمندانی مانند تیناشی، سی‌یرا و جیسون درولو با معروف‌ترین آهنگ‌های جنت رقصیدند و در آخر جنت جایزهٔ افتخاری "نماد" این مراسم را دریافت کرد.
جیمی جم و تری لویس گفتند که این آلبوم هم زمان با تولید تور همراه آن ساخته می‌شود و ترکیب آن با اکثریت کاتالوگ‌های وی متفاوت خواهد بود. آنها همچنین گفتند که مضمون این آلبوم نشانگر "توانایی آسیب‌پذیری و تحمل آنچه که برای شما پیش می‌آید" است، که بر تجربیات جکسون طی چند سال گذشته ترسیم شده‌ است. در سپتامبر ۲۰۱۵ یازدهمین آلبوم استودیویی جنت با نام شکست‌ناپذیر منتشر شد. این آلبوم رتبهٔ اول بیلبورد ۲۰۰ ایالات متحده را تصاحب کرد که جنت را تبدیل به دومین هنرمند زن تاریخ بعد از باربارا استرایسند کرد که موفق شده‌اند در چهار دههٔ متفاوت آلبوم نامبروان ثبت کنند.
در سال ۲۰۱۶ جنت به‌دلیل تشکیل خانواده و حاملگی اولین فرزندش از تاجر قطری "وسام المانع" تور کنسرت خودش را به تعویق انداخت. در سال ۲۰۱۷ جنت نام تور را از "تور شکست‌ناپذیر" به "تور جهانی ایالت" تغییر داد. این تور با استقبال مثبت روبرو شد که منتقدان آمادگی جسمی جکسون بعد از زایمان، نشان دادن نمایش و پیام‌های آگاهانه اجتماعی جکسون در این تور را ستایش کردند. تنها چند ماه بعد از تولد اولین فرزند جنت "عیسی" او و همسرش وسام از یکدیگر جدا شدند و به رابطهٔ ۵ سالهٔ خود پایان دادند.
در سال ۲۰۱۸ جنت جایزهٔ افتخاری مراسم جایزهٔ موسیقی بیلبورد را دریافت کرد و اجرایی در این مراسم به نمایش گذاشت. در مصاحبهٔ جنت با مجلهٔ بیلبورد، وی عنوان کرده بود که در حال کار بر روی آهنگ جدید می‌باشد. همچنین شایعاتی مبنی بر همکاری جدید جنت با خوانندهٔ مطرح برونو مارس نیز صورت گرفته‌است. چند ماه بعد جنت ترانهٔ جدیدی به نام ساخته شده برای حال با همکاری خوانندهٔ لاتین ددی یانکی را منتشر کرد. این آهنگ موفق به کسب رتبهٔ ۸۸ بیلبورد هات ۱۰۰ آمریکا شد.
در سال ۲۰۱۹ جکسون خبر از اولین شوی اقامتی خودش در لاس وگاس به نام دگردیسی داد. این شو تبدیل به پنجمین شوی پرفروش لاس وگاس توسط یک هنرمند زن در شب اول افتتاحیه شد. همچنین در این سال نام جنت در لیست تالار مشاهیر راک اند رول وارد شد.
در فوریه ۲۰۲۰ جنت تأیید کرد در حال کار بر روی آلبوم جدیدش الماس سیاه می‌باشد. او همچنین تور کنسرت این آلبوم را هم برنامه‌ریزی کرده بود اما به‌دلیل شیوع بیماری کرونا تمامی کنسرت‌ها تا سال ۲۰۲۱ لغو شدند.

## جوایز و افتخارات
جنت جکسون در طول فعالیت های هنری خود برنده جوایز بسیاری شده است؛ از جمله آنها ۶ جایزه گرمی، ۱۲ جایزهٔ موسیقی آمریکا و ۱۵ جایزهٔ موسیقی بیلبورد می باشد. جنت ۱۰ تک‌آهنگ شماره یک و ۲۹ تک‌آهنگ در ۱۰ تای برتر بیلبورد هات ۱۰۰ ایالات متحده به ثبت رسانده‌ است. او همچنین تاکنون ۷ آلبوم شماره یک در بیلبورد ۲۰۰ ایالات متحده داشته است. تعدادی از افتخارات او:
- جنت اولین هنرمند زن تاریخ است که از چهار مراسم مهم موسیقی آمریکا، یعنی: گرمی، جوایز موسیقی آمریکا، جوایز موسیقی بیلبورد و جایزه موزیک ویدئوی ام‌تی‌وی حداقل یک جایزهٔ افتخاری برای قدردانی از موفقیت‌ هایش دریافت کرده‌ است.
- او سومین هنرمند زن تاریخ (بعد از باربارا استرایسند و مدونا) است که بیشترین آلبوم‌ های شماره‌ یک بیلبورد ۲۰۰ را داشته است.
- او همچنین دومین هنرمند زن تاریخ بعد از باربارا استرایسند به حساب می‌آید که در ۴ دههٔ پشت سر هم موفق به ثبت آلبوم شماره یک در بیلبورد ۲۰۰ شده‌است.
- تک‌آهنگ‌ های جنت جکسون تا به امروز بیشتر از هر هنرمند زن دیگری در تاریخ صنعت موسیقی، در ۱۰ تای برتر بیلبورد هات ۱۰۰ ایالات متحده قرار گرفته‌ است.
- برخلاف تصور عموم، از لحاظ عملکرد در جدول بیلبورد هات ۱۰۰، جنت جکسون موفق‌ تر از برادرش مایکل جکسون عمل کرده است و بیلبورد جنت را هفتمین هنرمند برتر تاریخ و مایکل را هشتمین هنرمند برتر تاریخ از نظر عملکرد در جدول ۱۰۰ تای برتر ایالات متحده معرفی می‌کند!
- رکورد «موفق‌ترین خواهر و برادر تاریخ» در کتاب رکورد های گینس به نام جنت و مایکل جکسون ثبت شده‌ است.

## آلبوم‌شناسی
- جنت جکسون (۱۹۸۲)
- خیابان رؤیا (۱۹۸۴)
- کنترل (۱۹۸۶)
- ملت ریتم جنت جکسون ۱۸۱۴ (۱۹۸۹)
- جنت (۱۹۹۳)
- طناب مخملی (۱۹۹۷)
- همش برای تو (۲۰۰۱)
- دامیتا جو (۲۰۰۴)
- ۲۰ وای. او. (۲۰۰۶)
- انضباط (۲۰۰۸)
- شکست‌ناپذیر (۲۰۱۵)

## فیلم‌شناسی
- زمان‌های خوب (۱۹۷۷–۱۹۷۹)
- لطمه‌های مختلف (۱۹۸۰–۱۹۸۴)
- شهرت (۱۹۸۴–۱۹۸۵)
- عدالت شاعرانه (۱۹۹۳)
- پروفسور دیوانه ۲ (۲۰۰۰)
- چرا ازدواج کردم؟ (۲۰۰۷)
- چرا من هم ازدواج کردم؟ (۲۰۱۰)
- برای دختران رنگی (۲۰۱۰)

عدالت شاعرانه
در ماه ژوئیه ۱۹۹۳ جنت در اولین فیلم جدی‌اش به نام عدالت شاعرانه ایفای نقش کرد و برندهٔ جایزه سینمایی ام‌تی‌وی برای مطلوب‌ترین زن شد. او با توپاک شکور در این فیلم هم بازی بود. ترانهٔ دوباره که ساندترک این فیلم بود نامبروان بیلبورد آمریکا شد و همچنین نامزد جایزهٔ گلدن گلوب و جایزهٔ اسکار برای بخش "بهترین آهنگ اورجینال" شد.
پروفسور دیوانه ۲: کلمپ‌ها
در ژوئیه ۲۰۰۰ جکسون در دومین فیلم جدی‌اش پروفسور دیوانه ۲: کلمپ‌ها ایفای نقش کرد و با ادی مورفی هم بازی بود. این فیلم تبدیل به دومین نامبروان جنت در چارت باکس آفیس آمریکا شد. ترانهٔ واقعاً مهم نیست جنت، ساندترک این فیلم بود که موفق شد در بیلبورد هات ۱۰۰ ایالات متحده رتبهٔ اول را کسب کرد و نهمین نامبروان جنت را رقم بزند.
چرا ازدواج کردم؟
در سال ۲۰۰۷ جنت در سومین فیلم‌ش به نام چرا ازدواج کردم؟ به ایفای نقش پرداخت که تبدیل به سومین فیلم نامبروان وی در چارت باکس آفیس ایالات متحده شد.
چرا من هم ازدواج کردم؟
در سال ۲۰۱۰ جنت در دومین قسمت از فیلم چرا ازدواج کردم؟ به نام چرا من هم ازدواج کردم؟ ایفای نقش کرد که این فیلم موفق به کسب رتبهٔ دوم چارت باکس آفیس ایالات متحده شد.

## کنسرت‌ها

### تور کنسرت
- تور جهانی ملت ریتم (۱۹۹۰)
- تور جهانی جنت (۱۹۹۳–۱۹۹۵)
- تور طناب مخملی (۱۹۹۸–۱۹۹۹)
- تور همه از آن تو (۲۰۰۱–۲۰۰۲)
- تور رقص با تو (۲۰۰۸)
- تور شماره‌یک‌ها (۲۰۱۱)
- تور جهانی شکست‌ناپذیر (۲۰۱۵–۲۰۱۶)
- تور جهانی ایالت (۲۰۱۷–۲۰۱۹)
- جنت جکسون: جشن ویژه سی‌امین سالگرد ملت ریتم (۲۰۱۹)
- تور جهانی الماس سیاه (۲۰۲۰)
- تور دوباره با هم (۲۰۲۳)

### کنسرت اقامتی
- دگردیسی (۲۰۱۹)

## کتاب‌ها
- راستی تو (۲۰۱۱)

## زندگی شخصی

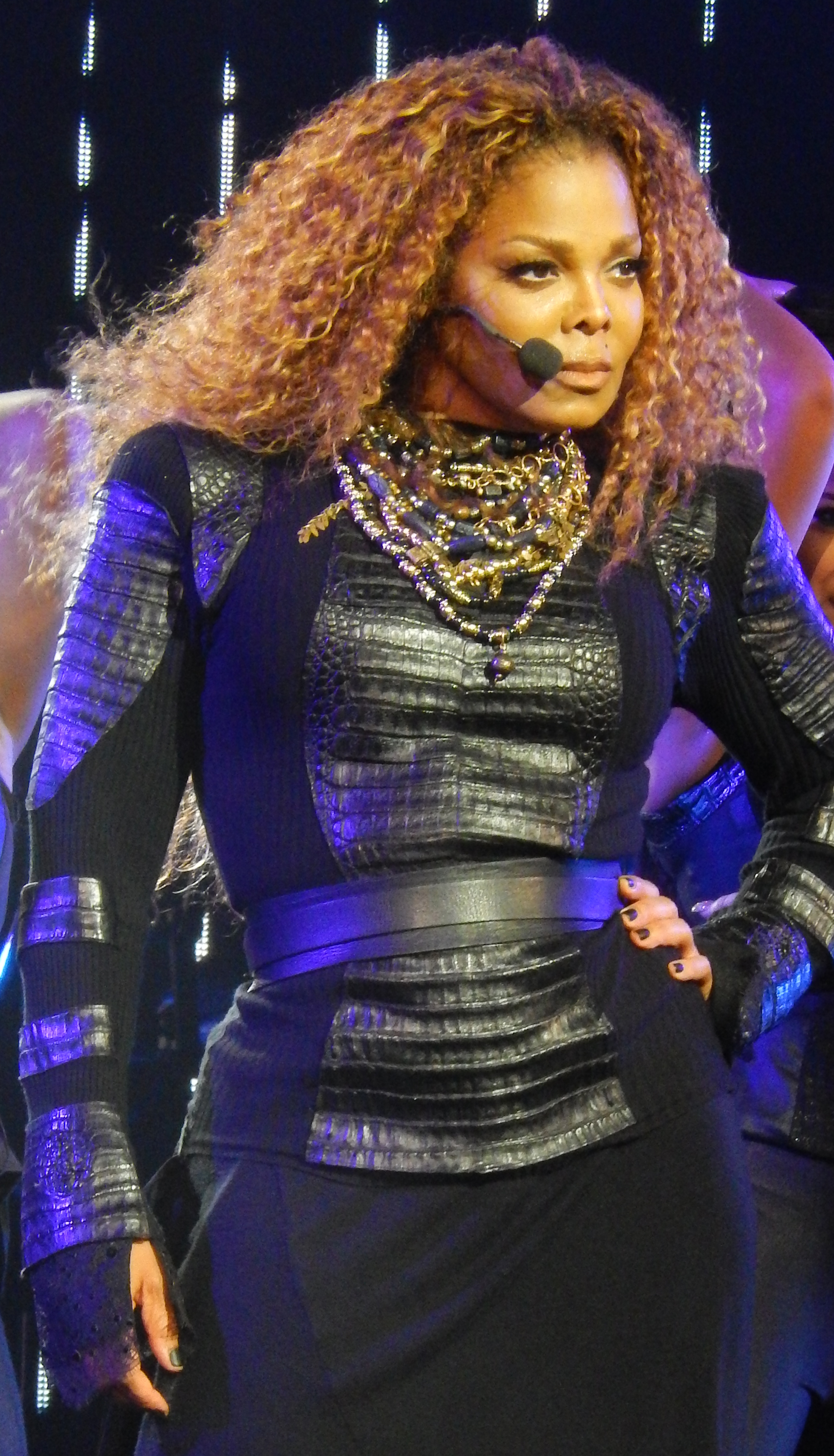
جنت جکسون در تور کالیفرنیا، ۱۴ اکتبر ۲۰۱۵.

### ازدواج‌ها:
در سپتامبر ۱۹۸۴ جنت در سن ۱۸ سالگی با خوانندهٔ سبک آر اند بی، جیمز دبرژ ازدواج و در نوامبر ۱۹۸۵ از هم جدا شدند.
در مارس ۱۹۹۱ جنت با رقصنده و ترانه‌سرا رنه الیزوندو ازدواج کرد و این ازدواج تا زمان جدایی آنها به مدت ۸ سال به صورت مخفیانه نگه داشته شد. آنها در ژانویه ۱۹۹۹ از یکدیگر جدا شدند و در سال ۲۰۰۰ از هم طلاق گرفتند.
از سال ۲۰۰۲ تا سال ۲۰۰۹ جنت با تهیه‌کننده موسیقی و ترانه‌سرا، جرمین دوپری قرار می‌گذاشت.
در سال ۲۰۱۰ جنت با تاجر قطری، وسام المانع آشنا شد و بعد از آن شروع به قرار گذاشتن کردند. در سال ۲۰۱۲ آن دو با یکدیگر به‌طور مخفیانه ازدواج کردند و در ۳ ژانویه ۲۰۱۷ و اولین فرزند جنت به نام "عیسی" به دنیا آمد. کمی بعد در آوریل ۲۰۱۷ این زوج از یکدیگر جدا شدند.
جنجال سوپر بول ۲۰۰۴:
در سال ۲۰۰۴، جنت برای اجرا بین دو نیمه سی هشتمین مسابقات سوپر بول، از سوی لیگ ملی فوتبال ایالات متحده و ام‌تی‌وی انتخاب شد تا ترانه‌ های همه از آن تو، ملت ریتم و دانش و ترانهٔ بدنت را تکان بده را همراه با جاستین تیمبرلیک بخواند؛ اما در میانه این ترانه جاستین لباس جنت را می‌کشد و پستان سمت راست جنت در مقابل ۱۴۰ میلیون بینندهٔ زنده بیرون می‌افتد.
جکسون پس از اجرا عذرخواهی کرد و گفت که این حادثه اتفاقی و ناخواسته بوده‌ است؛ جاستین تیمبرلیک نیز با انتشار بیانیه‌ای عذرخواهی کرد. جاوید کریم یوتیوبر معروف در جایی اظهار کرد که این حادثه الهام‌ بخش ابداع یوتیوب شد، زیرا پیدا کردن فیلم‌ ها و صحنه های این حادثه (در آن زمان) به‌ صورت آنلاین دشوار بود.
این حادثه یکی از بحث برانگیزترین رویداد های تلویزیونی در تاریخ تلقی می‌شود، و  به تنهایی، باعث ثبت سه رکورد جهانی گینس دیگر به نام جنت جکسون شد و البته دردسر ها محرومیت های بسیاری برای جنت جکسون به وجود آورد.
ثروت:
در سال ۲۰۰۷، جنت با ثروتی بالغ بر ۱۵۰ میلیون دلار در رتبهٔ هفتمین زن ثروتمند در صنعت سرگرمی توسط فوربز قرار گرفت.
دارایی های جنت جکسون در سال ۲۰۲۳، ۳۶۰ میلیون دلار برآورد شد.